# Knielende vrouw met duif

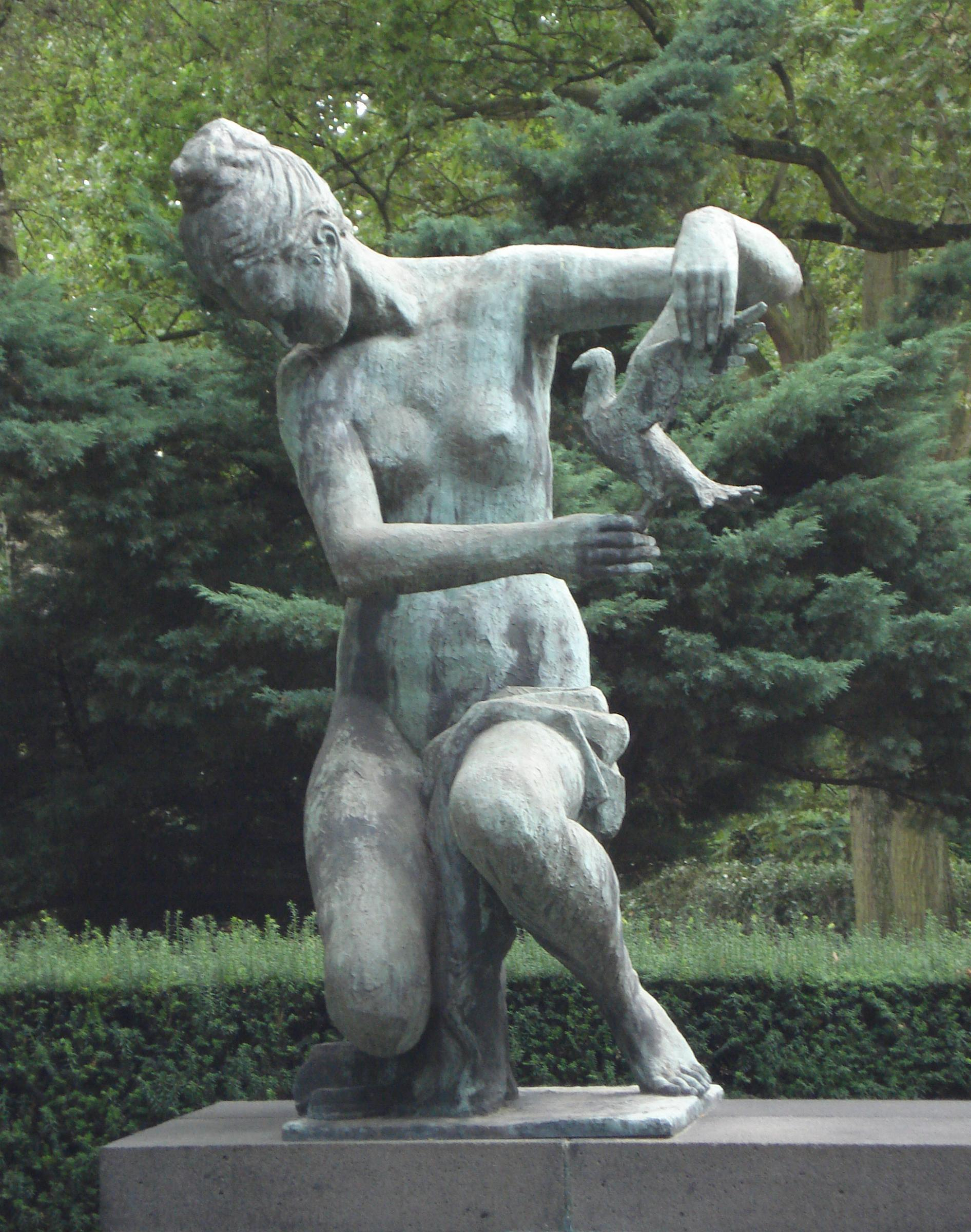
Monument "Knielende vrouw met duif", Rotterdam

Knielende vrouw met duif is een oorlogsmonument op de Algemene Begraafplaats Crooswijk in Rotterdam.
Het herdenkt de burgerslachtoffers van de verschillende bombardementen op Rotterdam in de oorlogsjaren 1940-1945, waaronder die van het bombardement van 14 mei 1940.
Het monument van Cor van Kralingen werd op 14 mei 1965 onthuld door burgemeester Thomassen. Het beeld stelt een knielende vrouw voor met een duif die tussen haar handen is neergestreken.